# Gradobicie w Sydney (1947)
Gradobicie w Sydney – klęska żywiołowa, która nawiedziła Sydney 1 stycznia 1947 roku. Komórka burzowa rozwinęła się rankiem w Nowy Rok nad obszarem Gór Błękitnych, a następnie w godzinach popołudniowych uderzyła w miasto na wschód od dzielnicy Bondi. Było to wówczas najpoważniejsze gradobicie odnotowane w mieście od czasu rozpoczęcia obserwacji meteorologicznych w roku 1792.
Duża wilgotność powietrza oraz wysoka temperatura w Sydney spowodowały zwiększenie się siły burzy. Koszty zniszczeń w tym czasie zostały oszacowane na około 750 000 funtów szterlingów (3 mln dolarów amerykańskich), czyli odpowiednik około 45 mln dzisiejszych dolarów australijskich. Z superkomórki burzowej spadły na miasto gradziny o średnicy ponad 8 cm. Największe zniszczenia wystąpiły w Central Business District (CBD) oraz na wschodnich przedmieściach Sydney.
W wyniku przejścia nawałnicy około 1000 osób zostało rannych, ponadto od 200 do 350 osób zostało hospitalizowanych, lub udzielono im innej pomocy medycznej. Urazy były głównie spowodowane przez stłuczone szkło. Większość groźnych urazów wystąpiła u osób, które w tym czasie przebywały na plażach w Sydney, będących otwartymi przestrzeniami, na których nie miały możliwości schowania się przed opadami. Szkody będące wynikiem gradobicia w roku 1947 przewyższyło dopiero po 52 latach gradobicie z roku 1999, które spowodowało szkody szacowane na 1,7 mld dolarów australijskich – największe jak dotąd, będące wynikiem klęski żywiołowej w historii Australii.

## Warunki pogodowe

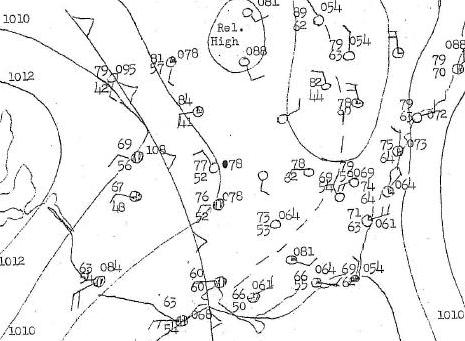
Izobary na mapie z godzin 9:00 z raportu Newmana dla Bureau of Meteorology

Wiosną i latem warunki wzdłuż wschodniego wybrzeża Australii są bardzo sprzyjające dla powstawania opadów gradu. Różnice temperatury powietrza w atmosferze – ciepłe i wilgotne masy powietrza przy gruncie i chłodniejsze powietrze powyżej – powodują niestabilność pogodową; niższe temperatury w wyższych warstwach atmosfery przyczyniają się do powstawania opadów stałych w postaci gradu. Z pomiarów meteorologicznych (prowadzonych w Australii od roku 1792) wynika, że opady gradowe w styczniu wynoszą w przybliżeniu około 13% z ogólnej liczby występowania opadów gradu nad aglomeracją Sydney; ponadto w styczniu koncentruje się około 15% dużych gradobić.
Gradobicia spowodowały znaczne szkody w historii Australii. Od kiedy w roku 1967 zaczęto prowadzić zapisy na temat ubezpieczonych strat, wystąpiły trzy duże gradobicia w Sydney w latach: 1986, 1990 i 1999, oraz jedno w Brisbane w roku 1985, które znalazły się na szczycie listy dziesięciu największych poniesionych szkód spowodowanych przez klęskę żywiołową. Gradobicia spowodowały około 30% wszystkich szkód poniesionych na skutek klęsk żywiołowych w tym okresie, ponadto około trzy czwarte zniszczeń spowodowanych przez grad wystąpiło w stanie Nowa Południowa Walia.
Warunki panujące w Nowy Rok (w Australii jest wtedy pora letnia) w roku 1947 były sprzyjające do powstania burzy gradowej. Dzień był gorący i wilgotny; maksymalna temperatura odnotowana w ciągu dnia wyniosła 32,7 °C, a wilgotność wyniosła 73%. Wielu mieszkańców miasta wybrało się na plaże, aby skorzystać z chłodzącej popołudniowej bryzy morskiej. Ogólnym obrazem pogody w Sydney w okresie letnim jest ruch powietrza z zachodu na wschód, z terenu Gór Błękitnych przez miasto nad obszar Morza Tasmana.

## Rozwój burzy

Przebieg burzy nad metropolią Sydney

Rozwój burzy rozpoczął się nad obszarem Gór Błękitnych na południowy zachód od Sydney w godzinach porannych 1 stycznia 1947 roku. Komórka burzowa po raz pierwszy została zidentyfikowana o godzinie 10:00 przez obserwatorium pogodowe położone w Mascot. Tworzenie burz w tym regionie nie jest niczym niezwykłym, w szczególności gdy występują wysokie temperatury i duża wilgotność powietrza, które powodują niestabilność w atmosferze.
Komórka burzowa początkowo spowodowała opady gradu wielkości kul bilardowych na południowo-zachodnich przedmieściach Sydney. Następnie burza przemieściła się nad region dzielnicy Liverpool, gdzie dotarła o godzinie 14:25 i zmierzając w kierunku północno-zachodnim przeszła przez południowy region dzielnicy CBD. W trakcie przechodzenia gradobicia przez most Sydney Harbour dźwięk powstały przez uderzenia gradzin został opisany przez pracownika obserwatorium Observatory Hill, które położone jest w pobliżu mostu od strony południowo-zachodniej, jako „straszliwy hałas” podobny do „kilku pociągów przejeżdżających przez most Sydney Harbour”.
Burza osiągnęła swoją pełną moc po przejściu przez miasto na wschodnich peryferiach Sydney. Najbardziej dotknięta została dzielnica Surry Hills, położona na południe od centrum miasta; jak również dzielnice: Bondi i Rose Bay znajdujące się na terenie samorządu terytorialnego Waverley, burza uderzyła w ten region około godziny 14:40. Gradziny we wschodniej części miasta osiągnęły rozmiar piłki krykietowej.

## Skutki
Najwięcej uszkodzeń wystąpiło we wschodniej części miasta, gdy burza stała się najbardziej intensywna. Według Australian Bureau of Meteorology W Waverley ponad 5000 dachów zostało zniszczonych przez bryły lodu, których masa dochodziła do 1,8 kg. Żaden oficjalny koszt zniszczeń nie został podany po przejściu gradobicia z roku 1947, jednak Agencja Reutera w artykule opublikowanym w „The New York Times” w dniu 2 stycznia oszacowała uszkodzenia na 3 mln dolarów amerykańskich (w przybliżeniu jest to suma równa dzisiejszym 45 mln dolarów australijskich), która umieszcza tę klęskę żywiołową znacznie poniżej najbardziej kosztownych naturalnych katastrof w historii Australii. Biorąc pod uwagę siłę burzy, niskie koszty uszkodzeń spowodowanych przez nią wynikają z faktu, że budynki w tamtym okresie były budowane z tańszych materiałów niż obecnie. W wyniku gradobicia zostały również zniszczone historyczne budynki, m.in. świetlik na stacji Central Railway Station, który spadł w postaci odłamków dochodzących do rozmiarów 26 cm² na około 100 oczekujących pasażerów.
W trakcie burzy zostały także zniszczone samochody z otwieranym dachem, które w tym okresie były bardzo popularne – grad wybijał dziury w dachach; również tramwaje we wschodniej części miasta zostały uszkodzone przez gradziny. Problemy po przejściu gradobicia zostały spotęgowane przez brak materiałów budowlanych po zakończeniu zaledwie 18 miesięcy wcześniej II wojny światowej. Sytuacja ta spowodowała takie opóźnienia w remontach, że nawet kilka lat później domy były przykryte tymczasowo brezentem.
Większość z 1000 obrażeń zostało spowodowanych przez gradziny uderzające bezpośrednio w ludzi lub przez latające odłamki, głównie szkła, które pochodziło z rozbitych okien. Spośród tysiąca rannych od 200 do 350 osób zostało hospitalizowanych lub została im udzielona inna pomoc medyczna (dane są różne w zależności od źródła). Burza uderzyła w godzinach popołudniowych w Nowy Rok, gdy w mieście było gorąco i wilgotno, co sprawiło, że na plażach położonych we wschodniej części miasta opalało się dużo osób. Gdy burza dotarła nad wybrzeże, osoby przebywające w tym czasie na plażach były narażone na uderzenia dużych gradzin. Według „The Sydney Morning Herald”, który ukazał się w następnym dniu: „przez prawie trzy godziny ambulanse jeździły na wschodnie przedmieścia po ranne osoby na plaży".